# Зигельсбах
Зигельсбах (нем. Siegelsbach) — община в Германии, в земле Баден-Вюртемберг. 
Подчиняется административному округу Штутгарт. Входит в состав района Хайльбронн.  Население составляет 1630 человек (на 31 декабря 2010 года). Занимает площадь 7,68 км².

## Фотографии

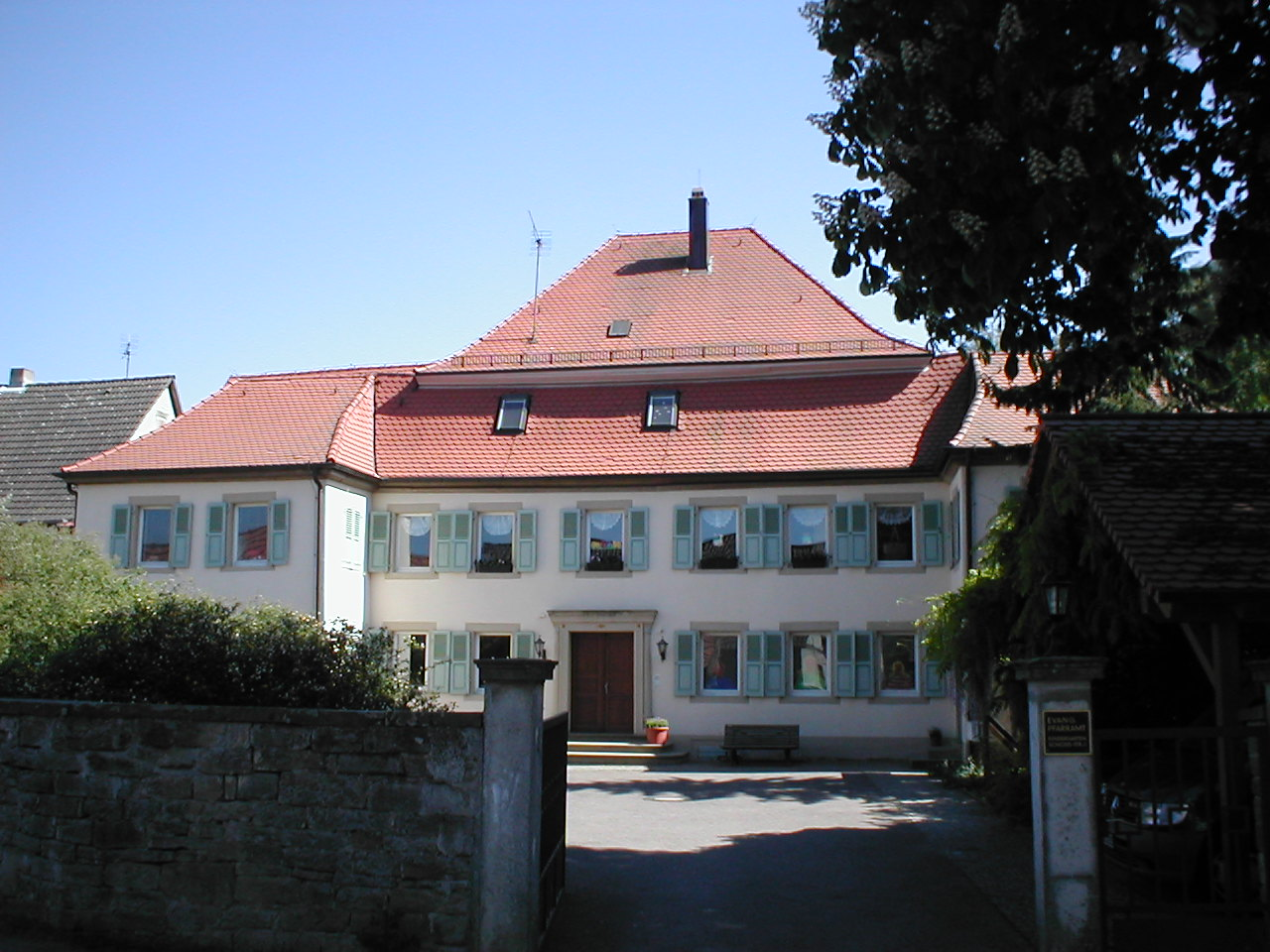
Замок
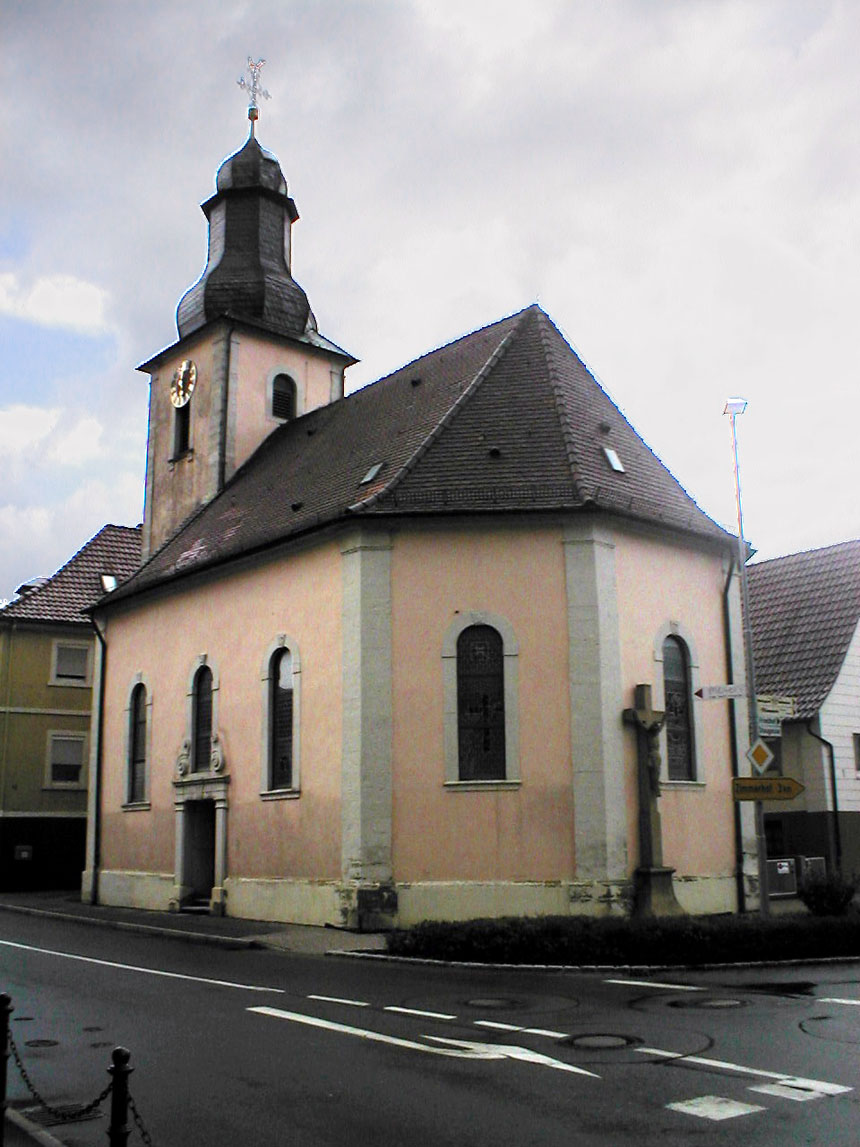
Церковь
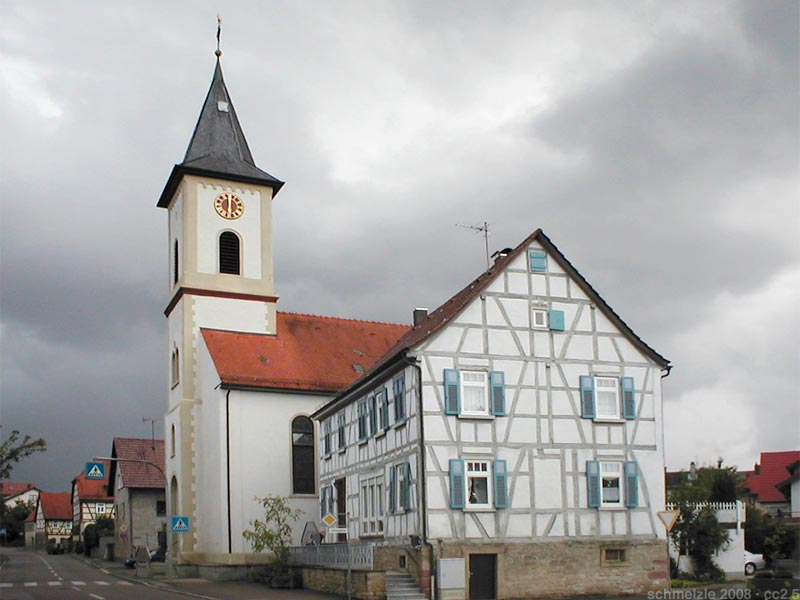
Церковь